# Wartturm Wollbach
Der Wartturm bei Wollbach ist ein ehemaliger Wartturm bei Wollbach, einer Gemeinde im bayerischen Landkreis Rhön-Grabfeld.
Der Turm auf dem Altenberg Richtung Bad Neustadt befindet sich auf Bad Neustädter, besser auf Brendlorenzener Boden und stammt aus dem 15. Jahrhundert. Heute ist nur noch ein Turmstumpf vorhanden. Der Turm reiht sich in die Reihe von Warttürmen im östlichen Rhönvorland ein. Die Bedeutung dürfte die gleiche der übrigen Warttürme gewesen sein. Aufgrund der Reste kann jedoch nichts mit Sicherheit gesagt werden.